# Jacques Villain (physicien)
Pour les articles homonymes, voir Villain.
Ne doit pas être confondu avec Jacques Villain (ingénieur).
Jacques Villain (né le 13 mars 1934 à Châteauroux et mort le 12 juin 2022 à Échirolles,) est un physicien français qui doit sa notoriété scientifique à ses travaux en physique statistique, notamment sur le magnétisme et la cristallogenèse. Jacques Villain est un physicien théoricien à la charnière entre physique des solides et mécanique.

## Biographie

### Formation
Entre 1939 et 1954, Jacques Villain a été élève aux Lycées de Tours, Bayonne, Auch, Perpignan, lycée Pasteur (Neuilly) et Louis le Grand (Paris). Jacques Villain a étudié, de 1954 à 1958 la physique à l'École normale supérieure. Il fait son service militaire de 1959 à 1961 puis passe sa Thèse de doctorat (direction André Herpin) en 1964.

### Carrière
Jacques Villain fit ses débuts de chercheur en 1958 au CEA Saclay où il resta jusqu’en 1970, avec une interruption de 27 mois pour service militaire et une autre de 6 mois où il fut expert en Yougoslavie pour l’Agence International à l’Énergie Atomique. De 1970 à 1975, il travailla comme chercheur à l'Institut Laue-Langevin à Grenoble, puis de 1975 à 1984 au CEA Grenoble. Il dirigea ensuite un laboratoire du Centre de recherche de Jülich en Allemagne, de 1984 à 1988. Il fut ensuite directeur de recherche au CEA Grenoble où il devint conseiller scientifique après sa retraite, de 1996 à 2009. Jacques Villain a été visiteur de longue durée à l'Institut Laue-Langevin et éditeur en chef des Comptes rendus de l'Académie des sciences (Physique).

## Travaux scientifiques
Jeune chercheur au CEA Saclay, Jacques Villain prit une part décisive à la détermination de la structure magnétique de l’alliage MnAu2, premier exemple d’un magnétisme hélicoïdal prévu par Yoshimori et redécouvert par Villain par une autre méthode.
Jacques Villain contribua par la suite à la théorie des ondes de spin dans les systèmes magnétiques unidimensionnels et bidimensionnels à plan de facile aimantation. La méthode habituelle dans les systèmes isotropes est la représentation de Holstein et Primakoff. Villain introduisit une représentation différente, dite semi-polaire, plus appropriée dans le cas considéré. Il en résulta la prédiction  de propriétés assez inattendues bientôt confirmées expérimentalement par diffusion inélastique des neutrons à l’Institut Paul Langevin de Grenoble, la ville où Villain s’était installé.
Ses travaux sur les systèmes "frustrés", où plusieurs types d'ordre se font concurrence et souvent s'annihilent, furent l'occasion d'introduire quelques concepts nouveaux tels que l'ordre chiral, ou encore l'ordre par le désordre phénomène qui permet à l'un des types d'ordre concurrents de prendre le dessus grâce, par exemple, à des impuretés.
Les années 1980-85 furent pour la mécanique statistique des systèmes désordonnés l'époque d'une controverse.  Le problème était le suivant : un champ magnétique aléatoire (dirigé ici dans un sens, là dans le sens opposé) détruit-il le ferromagnétisme ? Le cas considéré principalement était celui d’un système fortement anisotrope, avec aimantation parallèle ou opposée à une direction donnée (modèle d’Ising). Imry et Ma avaient donné un argument simple qui suggérait qu'un champ aléatoire détruit le ferromagnétisme à 2 dimensions, mais non à 3. Puis des calculs beaucoup plus savants furent présentés, qui concluaient que le champ aléatoire tue l'ordre à 2 et 3 dimensions. Jacques Villain prit parti pour l'argument simple et montra pourquoi les méthodes perturbatives ou itératives, en apparence plus ambitieuses, peuvent mener à un résultat faux.
Une variété intéressante de systèmes magnétiques est celle où les moments magnétiques élémentaires, au lieu d’être portés par des atomes, sont dus à des molécules comportant un nombre relativement élevé (une dizaine par exemple) d’atomes magnétiques. Ces matériaux, qui pourraient servir de mémoires magnétiques, sont l’objet d’un livre dont Jacques Villain a rédigé la partie théorique.
Par ailleurs, il a contribué à la physique théorique des surfaces et à la mécanique statistique de la croissance cristalline,. La physique des surfaces a été révolutionnée dans le dernier quart du vingtième siècle par des inventions expérimentales telles que le microscope à effet tunnel. Jacques Villain a été parmi ceux qui se sont efforcés d'appliquer à cette science ainsi transfigurée des concepts théoriques qui constituent une forme nouvelle de mécanique statistique.
Plus récemment, associé à deux chercheurs italiens, Jacques Villain a publié un livre pour grand public cultivé, qui vise à combler certaines lacunes de l’enseignement de la physique au lycée,. Il traite notamment de la physique quotidienne, par exemple appliquée à la cuisine
Jacques Villain est l'auteur de plus de 180 publications.

## Distinctions

### Prix
- 1962 : Prix Paul-Langevin de la Société française de physique
- 1970 : Prix Marquet de l'Académie des sciences
- 1985 : Prix Jean-Ricard de la Société française de physique
- 2015 : Prix Roberval, pour Le kaléidoscope de la physique, Paris, Éditions Belin, 2014, 255 p. (ISBN 978-2-7011-6487-8)

### Autres
- 1991 : Distinguished Scholar of the Massachusetts Institute of Technology
- 2000 : Élu membre de l'Académie des sciences[17]
- 2007 : Associé étranger de l'Istituto lombardo (it) de Milan
- 2009 :  Commandeur de l'ordre des Palmes académiques
- 1993, 1994, 2001, 2002 : Chercheur invité à l’Université de Florence
- 2022 : membre de l'Académie Delphinale

## Ouvrages
- Physique de la croissance cristalline, J. Villain, A. Pimpinelli, éd. Alea-Saclay-Eyrolles (1994)
- Physics of Crystal Growth, A. Pimpinelli, J. Villain, éd. Cambridge University Press (1998)
- Molecular Nanomagnets, D. Gatteschi, R. Sessoli, J. Villain, éd. Oxford University Press (2006)
- Le kaléidoscope de la physique, A. Rigamonti, A. Varlamov, J. Villain, éd. Belin (2014)